# Рай Кудър
Рай Кудър (на английски: Ry Cooder) е американски китарист, певец и композитор.

## Биография
Роден е на 15 март 1947 г. в Лос Анджелис, но израства в Санта Моника. В края на 60-те години работи като студиен музикант с различни изпълнители и привлича по-голямо внимание със своето сътрудничество с Кептън Бийфхарт. През следващите години започва самостоятелна кариера и става известен със своите изпълнения на слайд китара и с интереса си към народната музика. Творчеството му съчетава разнородни стилове, като фолк, блус, техано, соул, госпъл, рок. През 1997 година продуцира известния албум „Buena Vista Social Club“.

## Дискография

### Солови албуми
- Ry Cooder (Декември 1970)
- Into the Purple Valley (Февруари 1972)
- Boomer's Story (Ноември 1972)
- Paradise and Lunch (Май 1974)
- Chicken Skin Music (Октомври 1976)
- Show Time (Август 1977)
- Jazz (Юни 1978)
- Bop till You Drop (Август 1979)
- Borderline (Октомври 1980)
- The Slide Area (Април 1982)
- Get Rhythm (Ноември 1987)
- Chávez Ravine (Май 2005)
- My Name Is Buddy (Март 2007)
- I, Flathead (Юни 2008)
- Pull Up Some Dust and Sit Down (Август 2011)
- Election Special (Август 2012)
- The Prodigal Son (Май 2018)